# National Basket Ball League 1900-1901
La National Basket Ball League 1900-1901 è stata la terza edizione del campionato professionistico statunitense di pallacanestro.
Sette squadre si sono affrontate in un unico girone, per un totale di 32 partite per ciascuna squadra. I New York Wanderers vinsero il torneo, grazie a 23 vittorie e 9 sconfitte.

## Risultati
|  |    | Classifica finale 1898-1899 | V  | P  |
|  | -- | --------------------------- | -- | -- |
|  | 1. | New York Wanderers          | 23 | 9  |
|  | 2. | Trenton Nationals           | 20 | 12 |
|  | 3. | Millville Glassblowers      | 18 | 14 |
|  | 4. | Bristol Pile Drivers        | 17 | 15 |
|  | 5. | Camden Skeeters             | 16 | 16 |
|  | 6. | Pennsylvania Bicycle Club   | 8  | 24 |
|  | 7. | Burlington                  | 0  | 12 |

## Verdetti
- Campione della National Basket Ball League: New York Wanderers.